# Universidad
Universidad és un barri pertanyent al districte Centro de Madrid, també conegut com el barrio de las Maravillas, que més tard va passar a anomenar-se col·loquialment Malasaña. La zona de Maravillas és a la zona est del barri Universidad, i està limitada per la Gran Via de Madrid, el carrer Fuencarral, el carrer de la Princesa i el carrer Alberto Aguilera i carrer Carranza. Limita al nord amb els barris de Gaztambide, Arapiles i Trafalgar, al districte de Chamberí, a l'oest amb Argüelles (Moncloa-Aravaca), al sud amb Palacio i Sol i a l'est amb Justicia, al districte Centro.

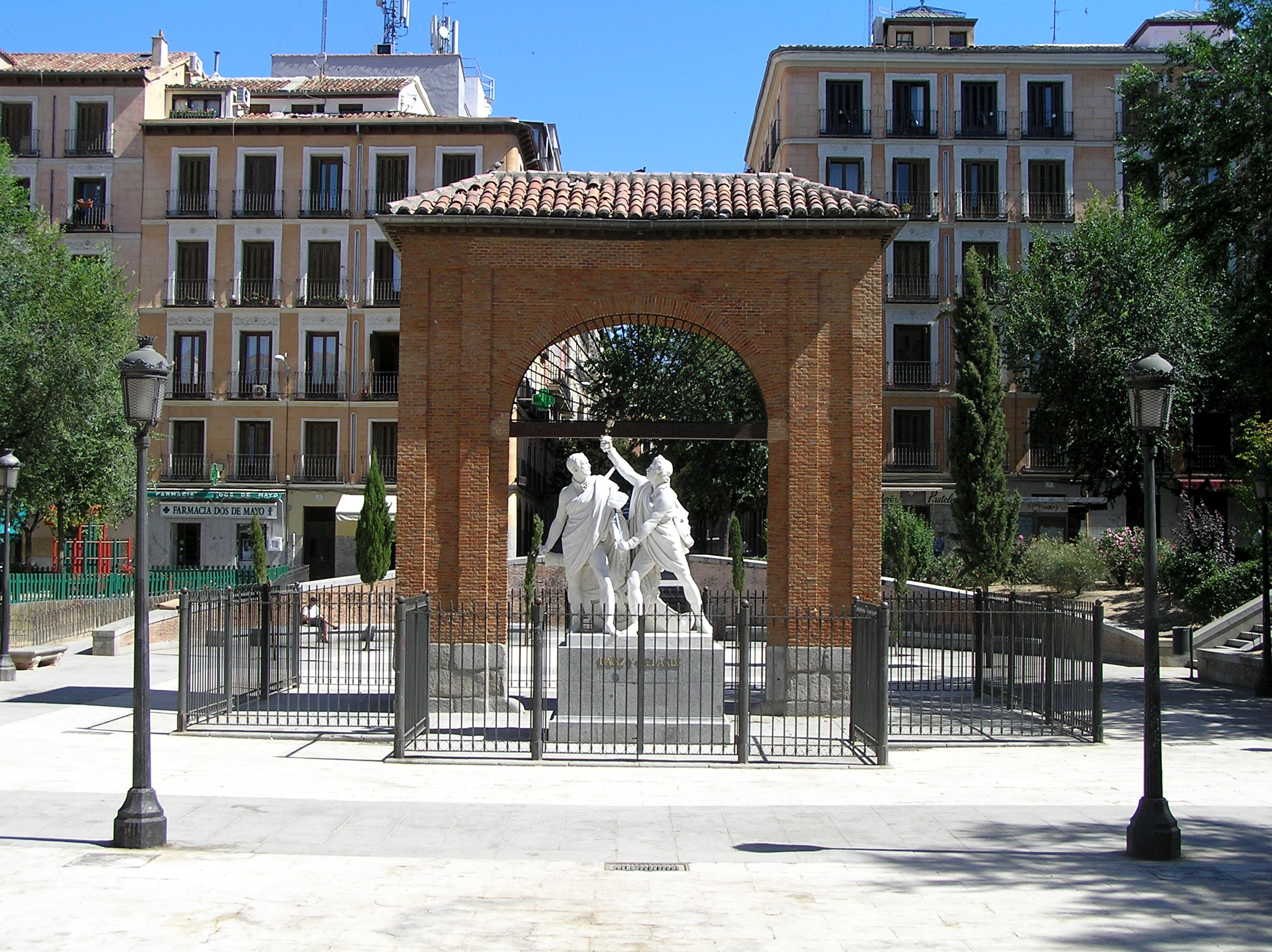
Monument a Daoíz i Velarde, a la Plaça del Dos de Mayo de Madrid. Obra d'Antoni Solà. L'arc és l'antiga porta de la Caserna de Monteleón.

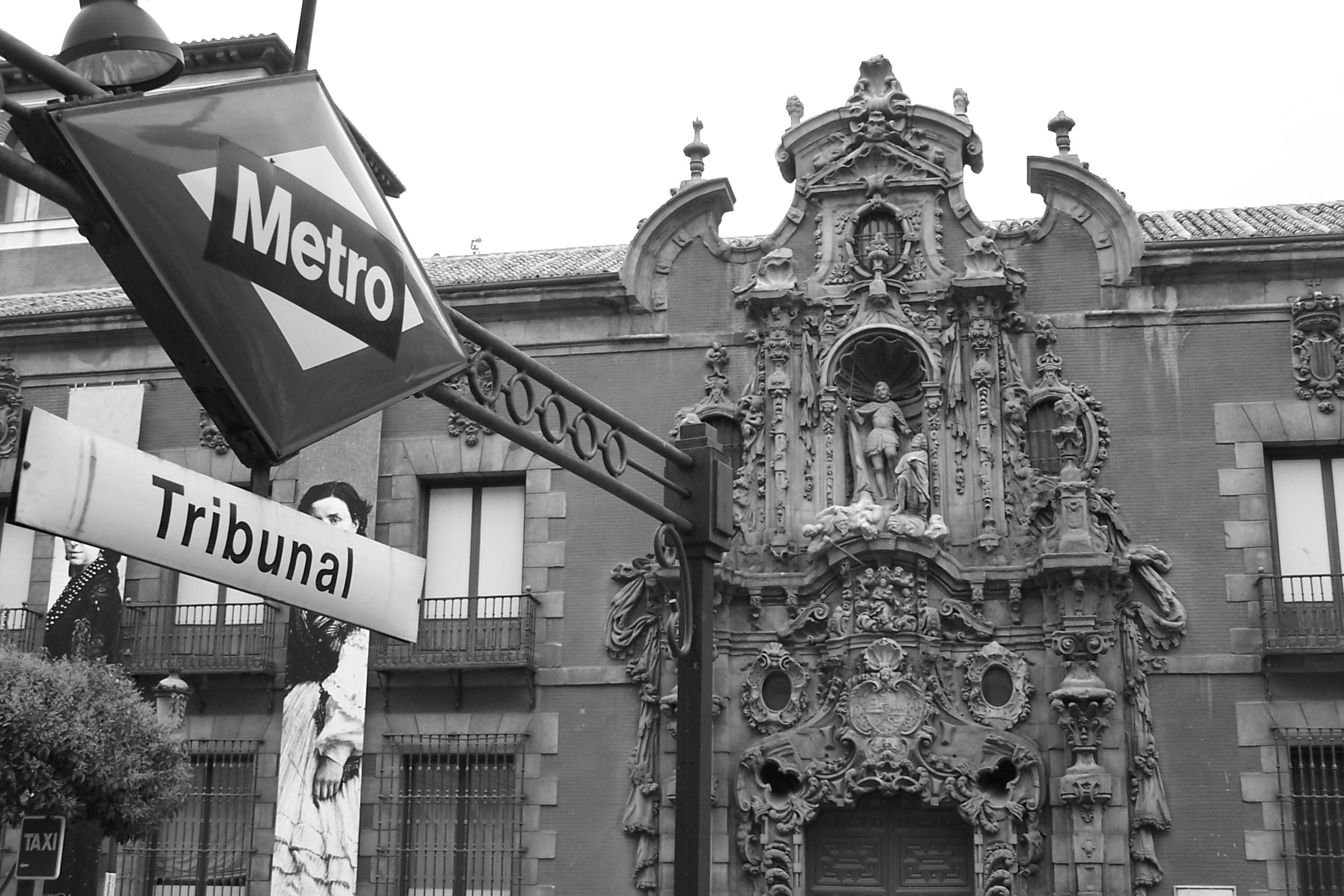
L'antic Real Hospicio del Ave María y San Fernando, actual Museu Municipal, vist des de la boca de Metro de Tribunal, al carrer Fuencarral.

El barri deu el seu nom a l'Església de Nuestra Señora de las Maravillas (o dels Santos Justo y Pastor), però l'àlies li arriba arran del carrer de la jove costurera Manuela Malasaña, assassinada per les tropes napoleòniques durant les jornades de brutal repressió posterior a l'Aixecament del 2 de maig de 1808, sota l'acusació de "portar armes" en referència a les tisores pròpies de la seva professió que portava al damunt quan va ser arrestada. El seu cos va ser enterrat a l'Hospital de la Buena Dicha al carrer de Silva.
Al centre del barri hi ha la Plaça del Dos de Maig, just a l'antic emplaçament del Parc d'Artilleria de Monteleón, lloc on es va produir la resistència dels únics militars que es van aixecar en armes dirigits per Luis Daoíz i Pedro Velarde. En l'actualitat es conserva l'arc de l'antiga caserna, a més d'un monument en honor d'aquests capitans creat per Antoni Solà. Altres llocs del barri són les places de San Ildefonso i la de Santa María de Soledad Torres Acosta (coneguda popularment com a Plaza Luna).
El barri va ser el centre de la Movida madrileña dels anys 70 i anys 80 considerant-se llocs de culte bars com La Via Láctea i El Penta, encara existent. En aquesta època s'hi podia veure per allí passejant Alaska o els membres de Radio Futura.